# Campeonato Sul-Americano de Atletismo Júnior de 2000
O Campeonato Sul-Americano de Atletismo Júnior de 2000 foi a 32ª edição da competição de atletismo organizada pela CONSUDATLE para atletas com menos de vinte anos, classificados como júnior ou sub-20. O evento foi realizado em São Leopoldo, no Brasil, entre 7 e 8 de outubro de 2000. Contou com cerca de 260 atletas de 11 nacionalidades distribuídos em 44 eventos.

## Medalhistas
Esses foram os resultados do campeonato.

### Masculino
| Evento                      | Ouro                                                                            | Ouro     | Prata                                                                                  | Prata    | Bronze                                                                                    | Bronze   |
| --------------------------- | ------------------------------------------------------------------------------- | -------- | -------------------------------------------------------------------------------------- | -------- | ----------------------------------------------------------------------------------------- | -------- |
| 100 metros                  | Bruno Campos (BRA)                                                              | 10.74    | Helly Ollarves (VEN)                                                                   | 10.75    | Pablo Del Valle (ARG)                                                                     | 10.99    |
| 200 metros                  | Pablo Del Valle (ARG)                                                           | 21.36w   | Guillermo Mayer (CHI)                                                                  | 21.75w   | Basílio de Moraes (BRA)                                                                   | 21.99w   |
| 400 metros                  | William Hernández (VEN)                                                         | 46.43    | Jonathan Palma (VEN)                                                                   | 46.71    | Anderson da Silva (BRA)                                                                   | 48.24    |
| 800 metros                  | Jonathan Palma (VEN)                                                            | 1:50.18  | Simoncito Silvera (VEN)                                                                | 1:50.54  | Fabiano Peçanha (BRA)                                                                     | 1:52.42  |
| 1 500 metros                | Sebastián Gesualdo (ARG)                                                        | 3:54.43  | Byron Piedra (ECU)                                                                     | 3:54.70  | Fabiano Peçanha (BRA)                                                                     | 3:54.89  |
| 5 000 metros                | César Pelaluisa (ECU)                                                           | 15:01.38 | Jorge Cabrera (PAR)                                                                    | 15:05.94 | Rodrigo Bedezagar (ARG)                                                                   | 15:09.31 |
| 10 000 metros               | Jonathan Monje (CHI)                                                            | 30:36.01 | Jorge Cabrera (PAR)                                                                    | 30:39.51 | Franck de Almeida (BRA)                                                                   | 30:42.31 |
| 10 km marcha atlética       | Cristián Muñoz (CHI)                                                            | 42:32.85 | José Bagio (BRA)                                                                       | 43:42.47 | John Jairo García (COL)                                                                   | 44:14.06 |
| 110 metros barreiras        | Mateus Inocêncio (BRA)                                                          | 14.53    | Marleán Reyna (VEN)                                                                    | 14.67    | Diego Morán (ARG)                                                                         | 14.73    |
| 400 metros barreiras        | Jorge Chaverra (COL)                                                            | 52.23    | Luis Montenegro (CHI)                                                                  | 52.37    | William Pereira (BRA)                                                                     | 52.84    |
| 3.000 metros com obstáculos | Fernando Fernandes (BRA)                                                        | 8:59.12  | Mariano Mastromarino (ARG)                                                             | 9:02.00  | Sergio Lobos (CHI)                                                                        | 9:02.21  |
| 4×100 metros estafetas      | Brasil · Flavio da Silva · Anselmo da Silva · Basilio de Morais · Bruno Campos  | 41.08    | Chile · Iván Sandoval · Sebastian Valenzuela · Rodrigo Díaz · Diego Valdés             | 41.34    | Colômbia · Wilmer Murillo · Jacner Palacios · Jorge Chaverra · Jackson Moreno             | 41.90    |
| 4×400 metros estafetas      | Venezuela · Dany Núñez · Simoncito Silvera · Jonathan Palma · William Hernández | 3:16.77  | Chile · Sebastián Cantuarias · Javier Cavagnaro · Sebastián Martínez · Guillermo Mayer | 3:17.72  | Argentina · Leandro Peyrano · Florentino Correas · Sebastián Gesualdo · Facundo Aranguren | 3:25.78  |
| Salto em altura             | Jessé de Lima (BRA)                                                             | 2.09     | Santiago Guerci (ARG)                                                                  | 2.09     | Sidney Reinhold (BRA)                                                                     | 2.09     |
| Salto com vara              | José Francisco Nava (CHI)                                                       | 5.10     | Fábio da Silva (BRA)                                                                   | 5.00     | Cristián Castillo (CHI)                                                                   | 4.90     |
| Salto em comprimento        | Víctor Castillo (VEN)                                                           | 7.70     | Thiago Dias (BRA)                                                                      | 7.58     | Marcelo da Costa (BRA)                                                                    | 7.52     |
| Salto triplo                | Marcelo da Costa (BRA)                                                          | 16.22w   | Piero Vojvodic (PER)                                                                   | 15.52w   | Jefferson Sabino (BRA)                                                                    | 15.49w   |
| Arremesso de peso           | Mateus Monari (BRA)                                                             | 16.36    | Edmundo Martínez (VEN)                                                                 | 16.30    | Daniel Muñoz (CHI)                                                                        | 15.90    |
| Lançamento de disco         | Héctor Hurtado (VEN)                                                            | 49.37    | Mateus Monari (BRA)                                                                    | 47.26    | Jesús Parejo (VEN)                                                                        | 45.83    |
| Lançamento do martelo       | Lucas Andino (ARG)                                                              | 60.41    | Fabián Di Paolo (ARG)                                                                  | 58.14    | Roberto Sáez (CHI)                                                                        | 55.87    |
| Lançamento do dardo         | Pablo Alfano (ARG)                                                              | 68.90    | Ronald Noguera (VEN)                                                                   | 67.40    | Alexon Maximiano (BRA)                                                                    | 67.01    |
| Decatlo                     | Ivan da Silva (BRA)                                                             | 6874     | Rubén Arcía (VEN)                                                                      | 6363     | Gabriel Paredes (ARG)                                                                     | 6263     |

### Feminino
| Evento                      | Ouro                                                                                 | Ouro     | Prata                                                                            | Prata    | Bronze                                                                                  | Bronze   |
| --------------------------- | ------------------------------------------------------------------------------------ | -------- | -------------------------------------------------------------------------------- | -------- | --------------------------------------------------------------------------------------- | -------- |
| 100 metros                  | Thatiana Ignácio (BRA)                                                               | 11.89    | Luciana Lazet (ARG)                                                              | 12.11    | Wilmary Álvarez (VEN)                                                                   | 12.13    |
| 200 metros                  | Norma González (COL)                                                                 | 24.23w   | Luciana Lazet (ARG)                                                              | 24.46w   | Wilmary Álvarez (VEN)                                                                   | 24.66w   |
| 400 metros                  | Amanda Dias (BRA)                                                                    | 55.05    | Yusmelys García (VEN)                                                            | 55.50    | Perla dos Santos (BRA)                                                                  | 55.58    |
| 800 metros                  | Jenny Mejías (VEN)                                                                   | 2:08.47  | Juliana de Azevedo (BRA)                                                         | 2:08.54  | Ana Cláudia Coimbra (BRA)                                                               | 2:10.08  |
| 1 500 metros                | Ana Cláudia Coimbra (BRA)                                                            | 4:41.19  | Mónica Amboya (ECU)                                                              | 4:43.20  | María de los Ángeles (ARG)                                                              | 4:47.14  |
| 3 000 metros                | Lucélia Peres (BRA)                                                                  | 9:31.10  | Tatiane Sá (BRA)                                                                 | 9:59.22  | Elena Arias (ECU)                                                                       | 10:11.51 |
| 5 000 metros                | Lucélia Peres (BRA)                                                                  | 17:23.18 | Sara Nivicela (ECU)                                                              | 17:50.13 | Alexandra Cedeño (ECU)                                                                  | 18:01.25 |
| 10 km marcha atlética       | Ariana Quino (BOL)                                                                   | 51:32.57 | Lizbeth Zúñiga (PER)                                                             | 52:41.62 | Marcela Pacheco (CHI)                                                                   | 52:47.83 |
| 100 metros barreiras        | Maíla Machado (BRA)                                                                  | 14.00    | Sira Córdoba (COL)                                                               | 14.17    | Francisca Guzmán (CHI)                                                                  | 14.35    |
| 400 metros barreiras        | Sira Córdoba (COL)                                                                   | NTT      | Perla dos Santos (BRA)                                                           | NTT      | Yusmelys García (VEN)                                                                   | NTT      |
| 3.000 metros com obstáculos | Valquíria dos Santos (BRA)                                                           | 10:45.09 | Mónica Amboya (ECU)                                                              | 10:54.74 | Patrícia Lobo (BRA)                                                                     | 10:59.03 |
| 4×100 metros estafetas      | Venezuela · Jennifer Arveláez · Sandrine Legenort · Osmaira Sequea · Wilmary Álvarez | 46.87    | Chile · Fabiola Hecht · María José Echeverría · Daniela Pávez · Pilar Fuenzalida | 46.95    | Brasil · Maíla Paula Machado · Evelyn dos Santos · Monica de Freitas · Thatiana Ignâcio | 47.39    |
| 4×400 metros estafetas      | Brasil · Francinete Araujo · Lucimar Teodoro · Juliana de Azevedo · Amanda Dias      | 3:42.99  | Venezuela · Jenny Mejías · Yusmelys García · Osmaira Sequea · Osmaira Sequea     | 3:45.48  | Argentina · Laura Torrecilla · Jorgelina Rodríguez · Cristina Ferrarini · Maria Gaite   | 3:50.34  |
| Salto em altura             | Jorgelina Rodríguez (ARG)                                                            | 1.82     | Jailma de Lima (BRA)                                                             | 1.71     | Kerstin Weiss (CHI)                                                                     | 1.71     |
| Salto com vara              | Fabiana Murer (BRA)                                                                  | 3.75     | Aliusha Díaz (URU)                                                               | 3.70     | Alina Alló (ARG)                                                                        | 3.50     |
| Salto em comprimento        | Laurice Félix (BRA)                                                                  | 6.03w    | Jennifer Arveláez (VEN)                                                          | 5.95w    | Fernanda Gonçalves (BRA)                                                                | 5.90     |
| Salto triplo                | Keila Costa (BRA)                                                                    | 13.65w   | Jennifer Arveláez (VEN)                                                          | 13.36    | Fernanda Delfino (BRA)                                                                  | 12.74w   |
| Arremesso de peso           | Fernanda Resende (BRA)                                                               | 15.02    | Yanira Hurtado (VEN)                                                             | 13.82    | Márcia Souza (BRA)                                                                      | 13.18    |
| Lançamento de disco         | Fernanda Resende (BRA)                                                               | 46.64    | María Cubillán (VEN)                                                             | 44.49    | Renata de Figueirêdo (BRA)                                                              | 42.19    |
| Lançamento do martelo       | Jennifer Dahlgren (ARG)                                                              | 54.95    | Dubraska Rodríguez (VEN)                                                         | 54.72    | María Mercedes Melogno (URU)                                                            | 51.00    |
| Lançamento do dardo         | Jurema César (BRA)                                                                   | 48.52    | María González (VEN)                                                             | 46.76    | Leryn Franco (PAR)                                                                      | 46.50    |
| Heptatlo                    | Valeria Steffens (CHI)                                                               | 5064     | Katiusca Venâncio (BRA)                                                          | 4829     | Patricia Cavanna (ARG)                                                                  | 4559     |

## Quadro de medalhas (não oficial)
| Ordem | País      | Medalha de ouro | Medalha de prata | Medalha de bronze | Total |
| ----- | --------- | --------------- | ---------------- | ----------------- | ----- |
| 1     | Brasil    | 22              | 9                | 18                | 49    |
| 2     | Venezuela | 7               | 15               | 4                 | 26    |
| 3     | Argentina | 6               | 5                | 9                 | 20    |
| 4     | Chile     | 4               | 5                | 7                 | 16    |
| 5     | Colômbia  | 3               | 1                | 2                 | 6     |
| 6     | Equador   | 1               | 4                | 2                 | 7     |
| 7     | Bolívia   | 1               | 0                | 0                 | 1     |
| 8     | Paraguai  | 0               | 2                | 1                 | 3     |
| 9     | Peru      | 0               | 2                | 0                 | 2     |
| 10    | Uruguai   | 0               | 1                | 1                 | 2     |

## Pontuação final por país
A pontuação final por países foi publicada. 
| Posição | Nacionalidade | Pontos |
| ------- | ------------- | ------ |
| 1       | Brasil        | 436    |
| 2       | Argentina     | 232    |
| 3       | Venezuela     | 227    |
| 4       | Chile         | 173    |
| 5       | Equador       | 67     |
| 6       | Colômbia      | 58     |
| 7       | Paraguai      | 30     |
| 8       | Uruguai       | 21     |
| 9       | Bolívia       | 11     |
| 10      | Peru          | 7      |
| 11      | Panamá        | 4      |

| Posição | Nacionalidade | Pontos |
| ------- | ------------- | ------ |
| 1       | Brasil        | 196    |
| 2       | Argentina     | 125    |
| 3       | Venezuela     | 117    |
| 4       | Chile         | 114    |
| 5       | Colômbia      | 30     |
| 6       | Paraguai      | 20     |
| 7       | Equador       | 17     |
| 8       | Uruguai       | 11     |
| 9       | Panamá        | 3      |

| Posição | Nacionalidade | Pontos |
| ------- | ------------- | ------ |
| 1       | Brasil        | 240    |
| 2       | Venezuela     | 110    |
| 3       | Argentina     | 107    |
| 4       | Chile         | 69     |
| 5       | Equador       | 50     |
| 6       | Colômbia      | 28     |
| 7       | Bolívia       | 11     |
| 8       | Paraguai      | 8      |
| 8       | Uruguai       | 8      |
| 10      | Peru          | 7      |
| 11      | Panamá        | 1      |

## Participantes (não oficial)
Uma contagem não oficial produziu o número de 260 atletas de 11 países: 
| - Argentina (53) - Bolívia (3) - Brasil (66) - Chile (46) - Colômbia (8) - Equador (16) | - Panamá (2) - Paraguai (24) - Peru (3) - Uruguai (14) - Venezuela (25) |